# Doryctes slossonae
Doryctes slossonae är en stekelart som beskrevs av Marsh 1969. Doryctes slossonae ingår i släktet Doryctes och familjen bracksteklar. Inga underarter finns listade i Catalogue of Life.